# Kogelbestendig glas

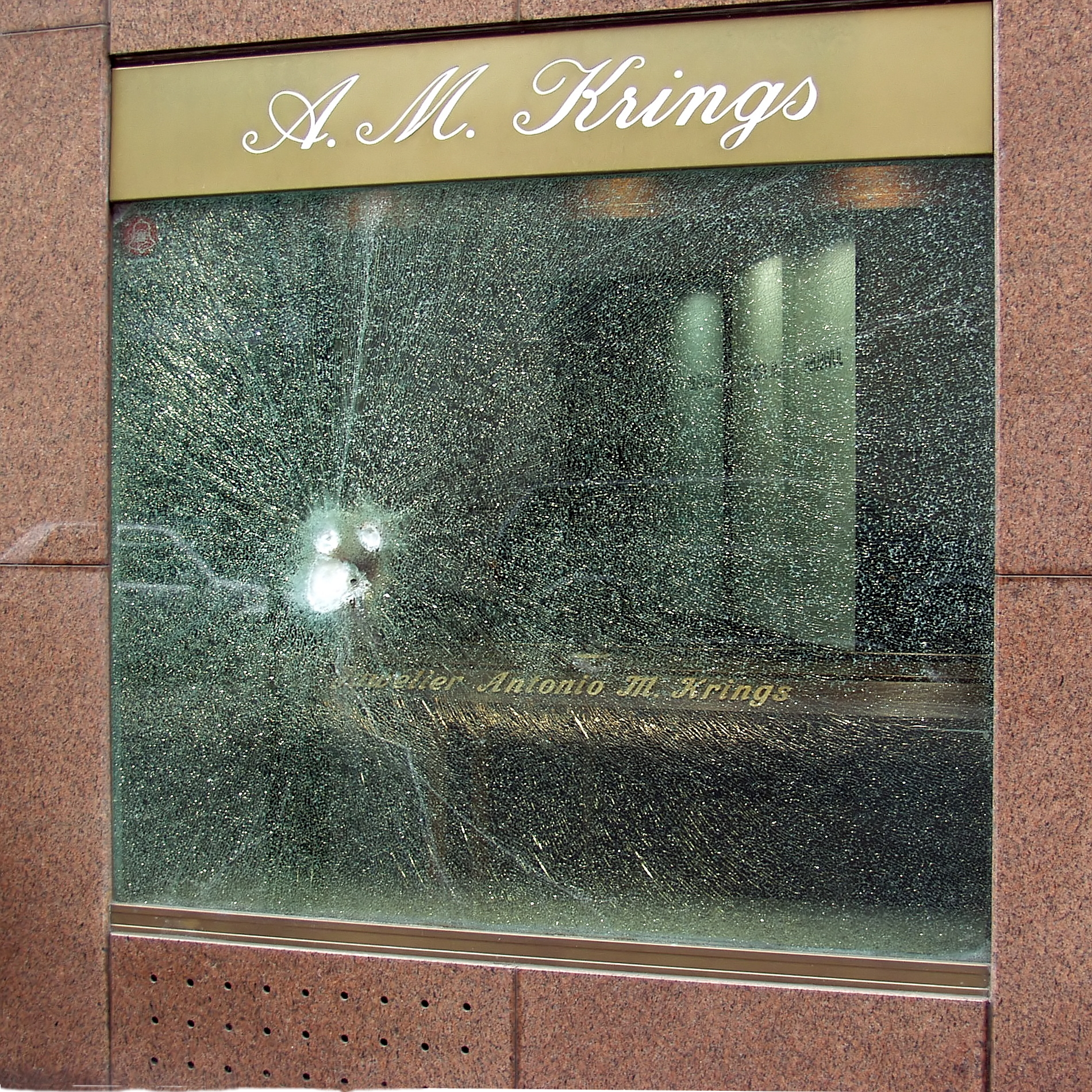
Kogelbestendig glas na een poging tot overval op een juwelier

Kogelbestendig glas, ook bekend als kogelwerend glas, veiligheidsglas, gelaagd glas of kogelvrij glas, bestaat uit meerdere lagen glas gescheiden door een transparante kunststof laag uit polyvinylbutyral (PVB). Naast kogelbestendig is dit soort glas vaak ook geluiddempend en houdt het de meeste vormen van UV-straling tegen.
De samenstelling en daarmee de dikte van het glaspakket is afhankelijk van de kogelweringklasse waaraan het moet voldoen. Er zijn diverse klassen kogelwering met alle een niet-splinterwerend en een splinterwerend predicaat. Dit zegt eigenlijk al wat het doet: een ruit die voldoet aan een bepaalde klasse met een splinterwerend predicaat zal een kogel, welke valt binnen de betreffende beveiligingsklasse, tegenhouden, waarbij aan de veilige zijde van het glas geen splinters vrijkomen.
Edouard Benedictus ontdekte veiligheidsglas in 1903, op een zeer toevallige manier: op een dag, terwijl hij knutselde in zijn laboratorium, viel er een kolf op de grond die verbrijzelde, maar  het meeste van haar oorspronkelijke vorm behield. Hij ontdekte dat een film aan de binnenkant van het glas het tezamen hield, deze film bestond uit ingedroogd collodium, een chemische stof gebruikt om spullen af te dichten. Een paar dagen later las hij een verhaal in de krant over een persoon die gestorven was als gevolg van rondvliegend glas van een voorruit. Hij ging experimenteren en al spoedig had hij het eerste paneel vervaardigd van wat hij noemde Triplex, twee ruiten van glas waartussen een laagje collodium vastzit aan beide ruiten van glas. 
Er bestaan twee varianten kogelbestendig glas:
1. enkel bestaand uit glas met PVB-tussenlagen
2. bovenstaande uitvoering in combinatie met een kunststof (veelal polycarbonaat - PC) buitenlaag

Beide varianten hebben hun voor- en nadelen. De eerste variant is (veel) dikker en daardoor veel zwaarder dan zijn met PC uitgevoerde gelijk geclassificeerde tegenhanger. De tweede variant is echter veel vatbaarder voor beschadigingen aan de PC-zijde en een stuk duurder in kostprijs.
De naam 'kogelvrij glas' is taalkundig onjuist, omdat elk glas dat geen kogel bevat, kogelvrij is.